# Daubréeite
La daubréeite è un minerale appartenente al gruppo della matlockite.